# セントラルシティこころ
- 日本 > 広島県 > 広島市 > 安佐南区 > セントラルシティこころ
- 日本 > 広島県 > 広島市 > 佐伯区 > セントラルシティこころ
- 西風新都 > セントラルシティこころ

セントラルシティこころ（Central City COCORO、単にこころとも）は、広島県広島市にある、ひろしま西風新都に属す住宅団地。北側（安佐南区伴南一丁目、四丁目、五丁目）は分譲がほぼ終了しており、新たに南側（佐伯区石内北）の分譲が開始された。郵便番号は伴南が731-3168（伴郵便局管区）、石内北が731-5109（安芸五日市郵便局管区）。当地域の人口は6,556人。
この項目では、同団地内にある商業施設、フレスポ西風新都についても記述する。

## 地理
セントラルシティこころは広島市中心部から北西へ約10km、同市の安佐南区と佐伯区にまたがる住宅団地。

## フレスポ西風新都
フレスポ西風新都はセントラルシティこころ内にある商業施設で、2010年に開業した。「生協ひろしま」の「コープ西風新都店」を核テナントとし、15の専門店で構成されている。平屋建ての小規模なショッピングセンターでもある。

### 主なテナント
- コープ西風新都店
- 西松屋チェーン
- ウォンツ
- サンキューカット
- ちいさな森のカフェ　gland
- エフ・デンタルクリニック
- セリア
- すし辰
- イトウゴフク
- 尾道浪漫珈琲
- 讃岐屋

### 過去のテナント
- ABCマート
- SoftBank

## 交通

### バス
広島バスセンター・横川駅から広電バスで20分。セントラルシティこころ中央停留所下車。
現在は安佐南区に加え、佐伯区にも乗り入れが開始された。広島空港とセントラルシティこころ間でリムジンバスが試験運行された事があるが2013年10月現在では運行されていない。2014年11月に中営業課が移転する形で団地内に営業所が新設され、高速バス乗車券及び定期券の発券業務を開始した。
なお、広電バスが団地内に乗り入れる以前は広島第一交通がシャトルバスを運行していた。

### 新交通システム
アストラムライン大塚駅から約2.5km。

### 道路
- 広島西風新都線西風新都トンネル経由で広島市中心部へ10km（標準15分）。
- 広島自動車道広島西風新都インターチェンジまで2km（標準3分）。
- 山陽自動車道五日市インターチェンジまで5km（標準6分）。

## 宅地概要
- 開発面積―19.7ha（総面積）
  - 宅地面積―17.5ha
- 事業主体―西広島開発株式会社
- 水道―広島市上水道
- 排水―広島市公共下水道
- 電気―中国電力
- ガス―広島ガス (LNG)

## その他
- 広島県内では2003年、2004年、2005年、2006年、2007年と土地販売部門にて5年連続販売実績が第1位の団地[4]。
- CMが広島県内の民間放送局で流れている[いつ?]。使われている歌は「こころ色のタペストリー」という曲である。